# Celeophracta
Celeophracta är ett släkte av fjärilar. Celeophracta ingår i familjen plattmalar.
Kladogram enligt Catalogue of Life:
| Celeophracta | \| \| Celeophracta corusca \| \| \| \| \| \| Celeophracta hyperphana \| \| \| \| |
|              | \| \| Celeophracta corusca \| \| \| \| \| \| Celeophracta hyperphana \| \| \| \| |
|              | Celeophracta corusca                                                             |
|              |                                                                                  |
|              | Celeophracta hyperphana                                                          |
|              |                                                                                  |